# 八頭町立郡家西小学校
八頭町立郡家西小学校（やずちょうりつこおげにししょうがっこう）は、鳥取県八頭郡八頭町郡家にある公立小学校。

## 沿革
- 1981年（昭和56年）4月1日 - 郡家町立大御門・国中小学校と育英小学校の一部を統合し、郡家町立郡家西小学校開校。
- 2005年（平成17年）3月31日 - 郡家・船岡・八東町が合併し八頭町発足に伴い、八頭町立郡家西小学校と改称。

## 通学区域
- さくら台、さつきヶ丘、つつみヶ丘、はなさき台、カーサこおげ、ドミールこおげ、加茂町、国中一区、国中二区、久能寺、宮谷、郡家西区、郡家中区、郡家東区、郡家北区、上万代寺、石田百井、池田、すくも塚、大門、花、郡家殿、市谷、西御門、天王木、土師百井、土師百井二、南ヶ丘、福本、万代寺、緑ケ丘、米岡[1]

## 進学先中学校
- 八頭町立八頭中学校

## 交通アクセス
- JR因美線 郡家駅から約800ｍ。

## 著名な出身者
- 佐藤雅子（ホッケー選手） - ロンドン五輪ホッケー女子「さくらジャパン」日本代表